# 21519 Джозефгенрі
21519 Джозефгенрі (21519 Josephhenry) — астероїд головного поясу, відкритий 23 травня 1998 року.
Тіссеранів параметр щодо Юпітера — 3,478.